# Medicine Lake (Minnesota)
Medicine Lake – miasto w Stanach Zjednoczonych, w stanie Minnesota, w hrabstwie Hennepin.